# Thalurania
Thalurania – rodzaj ptaków z podrodziny kolibrów (Trochilinae) w rodzinie kolibrowatych (Trochilidae).

## Zasięg występowania
Rodzaj obejmuje gatunki występujące w Ameryce Środkowej (Meksyk, Belize, Gwatemala, Honduras, Nikaragua, Kostaryka i Panama) i Południowej (Peru, Ekwador, Kolumbia, Wenezuela, Gujana, Surinam, Gujana Francuska, Brazylia, Boliwia, Paragwaj, Argentyna i Urugwaj).

## Morfologia
Długość ciała 8,5–13 cm; masa ciała 3–6 g.

## Systematyka

### Etymologia
- Thalurania: gr. θαλος thalos „dziecko, potomek” (por. θαλια thalia „szczęście, obfitość”, od θαλλω thallō „rozkwitać”); ουρανος ouranos „niebo” (por. ουρανιος ouranios „niebiański, błękit”)[7].
- Glaucopis: gr. γλαυκος glaukos „niebiesko-szary, modry”; οψις opsis „wygląd”[8]. Gatunek typowy: Trochilus furcatus J.F. Gmelin, 1788.
- Chlorostola: gr. χλωρος khlōros „zielony”; στολη stolē „ubranie, szata”, od στελλω stellō „ubrać”[9]. Gatunek typowy: Trochilus glaucopis J.F. Gmelin, 1788; młodszy homonim Hampson, 1898 (Lepidoptera), nazwa zmieniona na Chlorurania.
- Chlorurania: gr. χλωρος khlōros „zielony”; rodzaj Thalurania Gould, 1848[10]. Gatunek typowy: Trochilus glaucopis J.F. Gmelin, 1788.

### Podział systematyczny
Do rodzaju należą następujące gatunki:
- Thalurania glaucopis (J.F. Gmelin, 1788) – widłogonek fioletowoczelny
- Thalurania watertonii (Bourcier, 1847) – widłogonek długosterny
- Thalurania colombica (Bourcier, 1843) – widłogonek modrobrzuchy
- Thalurania furcata (J.F. Gmelin, 1788) – widłogonek zielonogardły